# Felipe Melo
Felipe Melo de Carvalho eller blot Felipe Melo (født 26. juni 1983 i Volta Redonda) er en brasiliansk fodboldspiller, der spiller for Fluminense i sit hjemland.

## Klubkarriere

### Tidlige karriere (2001–2009)
Melos karriere startedes i den brasilianske storklub Flamengo, før han skiftede til først Cruzeiro og senere Grêmio. Hans optrædener her blev belønnet med et skifte til La Liga klubben Mallorca i slutningen af 2004-05 sæsonen. Melo blev dog ikke her længe, men rykkede til Racing Santander, hvor han blev to sæsoner, før han blev solgt til nyoprykkede Almería. Hos Almería var han et sikkert førsteholdsvalg og spillede stort set alle kampe i en meget succesfuld sæson for oprykkerholdet, der kulminerede med en 8. plads. Melos præstationer tiltrak sig dog for meget opmærksomhed til, at Almería kunne holde på ham, og han blev derfor solgt til Serie A klubben ACF Fiorentina for €13m. Efter første sæson underskrev Melo en 5-årig kontraktforlængelse med klubben, selvom flere storklubber havde udset sig en handel for brasilianeren i sommertransfervinduet, deriblandt engelske Arsenal F.C.

### Transfer til Juventus (2009–2013)
Det blev dog ikke Arsenal, men Juventus der vandt transferkrigen om Felipe Melo, og skiftet til Juventus blev officielt en realitet den 15. juli 2009, da Juventus offentliggjorde at handelen med Fiorentina var accepteret af begge sider. Juventus måtte af med wingen Marco Marchionni, der ansloges at have en værdi på €4.5 millioner, samt €20 millioner 

### Transfer til Inter
Felipe Melo har pr 31/8-2015 skrevet kontrakt med F.C. Internazionale fra Milano

## Landsholdskarriere
Melo debuterede på det brasilianske landshold i 2-0 sejren over Italien i en venskabskamp den 10. maj 2009. Han scorede første gang i en VM-kvalifikationskamp mod Peru. Han scorede også åbningsmålet for Brasilien til Confederations Cup 2009 med mod USA, som de også besejrede i finalen. Melo var for mange en kuriøs inkludering i træner Carlos Dungas startopstilling, men nødvendig, da Dunga favoriserede en startopstilling med to defensive midtbanespillere. På landsholdet har Melo dannet defensivt midtbanepar med Gilberto Silva med stor succes. Han blev udtaget til VM i 2010 i Sydafrika.